# Challenger de Villa María 2024
El torneo Challenger de Villa María 2024, denominado por razones de patrocinio AAT Challenger Santander Edicion Villa Maria fue un torneo de tenis perteneció al ATP Challenger Tour 2024 en la categoría Challenger 100. Se trató de la 2ª edición; el torneo tuvo lugar en la ciudad de Villa María (Argentina), desde el 7 hasta el 13 de octubre de 2024 sobre pista de tierra batida al aire libre.

## Jugadores participantes del cuadro de individuales
| Preclasificado | País                        | Jugador                 | Rank1 | Posición en el torneo |
| 1              | Bandera de Argentina        | Federico Coria          | 94    | Cuartos de final      |
| 2              | Bandera de Argentina        | Francisco Comesaña      | 104   | Primera ronda         |
| 3              | Bandera de Bolivia          | Hugo Dellien            | 108   | Cuartos de final      |
| 4              | Bandera de Argentina        | Camilo Ugo Carabelli    | 112   | CAMPEÓN               |
| 5              | Bandera de los Países Bajos | Jesper de Jong          | 118   | FINAL                 |
| 6              | Bandera de Argentina        | Román Andrés Burruchaga | 130   | Semifinales           |
| 7              | Bandera de Argentina        | Juan Manuel Cerúndolo   | 154   | Semifinales           |
| 8              | Bandera de Argentina        | Federico Agustín Gómez  | 160   | Segunda ronda         |

- 1 Se ha tomado en cuenta el ranking del 30 de septiembre de 2024.

### Otros participantes
Los siguientes jugadores recibieron una invitación (wild card), por lo tanto ingresan directamente al cuadro principal (WC):
- Luciano Emanuel Ambrogi
- Juan Ignacio Lóndero
- Juan Bautista Torres

Los siguientes jugadores ingresan al cuadro principal tras disputar el cuadro clasificatorio (Q):
- Mateus Alves
- Nicolás Kicker
- Lautaro Midón
- Genaro Alberto Olivieri
- Matheus Pucinelli de Almeida
- Gonzalo Villanueva

## Campeones

### Individual Masculino
- Camilo Ugo Carabelli derrotó en la final a  Jesper de Jong por 7–6(3), 3–6, 6–4

### Dobles Masculino
- Orlando Luz /  Marcelo Zormann derrotaron en la final a  Boris Arias /  Federico Zeballos por 0–6, 6–3, [10–4]